# Tipula (Pterelachisus) sublimata
Tipula (Pterelachisus) sublimata is een tweevleugelige uit de familie langpootmuggen (Tipulidae). De soort komt voor in het Oriëntaals gebied.